# Wereldbeker noordse combinatie 2007/2008
De wereldbeker noordse combinatie 2007/2008 (officieel: Warsteiner FIS World Cup Nordic Combined presented by Rauch) bestond uit 24 wedstrijden en ging van start op 30 november 2007 in het Finse Kuusamo.
De atleet die aan het eind van het wereldbekerseizoen de meeste punten heeft behaald, wint de algemene wereldbeker. Er wordt ook een apart klassement opgemaakt voor de wereldbeker sprint.
Door de FIS wordt enkel een wereldbeker voor mannen georganiseerd.
De Duitser Ronny Ackermann verzekerde zich voor de derde keer in zijn carrière van eindwinst in de algemene wereldbeker, bovendien won hij het klassement voor de sprintwereldbeker. Hij stond na elf van de twintig wedstrijden op het podium. Hannu Manninen die de wereldbeker in de afgelopen vier seizoen won, stond twee keer op het podium.

## Uitslagen

### Kalender
| Datum         | Plaats        | Discipline                       | Eerste                                                                | Tweede                                                                | Derde                                                                 |
| ------------- | ------------- | -------------------------------- | --------------------------------------------------------------------- | --------------------------------------------------------------------- | --------------------------------------------------------------------- |
| 30/11/2007    | Kuusamo       | Individuele Gundersen            | Ronny Ackermann                                                       | Johnny Spillane                                                       | Christoph Bieler                                                      |
| 01/12/2007    | Kuusamo       | Sprint                           | Björn Kircheisen                                                      | Hannu Manninen                                                        | Bill Demong                                                           |
| 08/12/2007    | Trondheim     | Individuele Gundersen            | Bill Demong                                                           | Björn Kircheisen                                                      | Ronny Ackermann                                                       |
| 09/12/2007    | Trondheim     | Sprint                           | Christoph Bieler                                                      | Jason Lamy-Chappuis                                                   | Bernhard Gruber                                                       |
| 15/12/2007    | Ramsau        | Massastart                       | Björn Kircheisen                                                      | Bernhard Gruber                                                       | Petter Tande                                                          |
| 16/12/2007    | Ramsau        | Hurricane-sprint                 | Björn Kircheisen                                                      | Ronny Ackermann                                                       | Tino Edelmann                                                         |
| 30/12/2007    | Oberhof       | Individuele Gundersen            | Magnus Moan                                                           | Bill Demong                                                           | Petter Tande                                                          |
| 03/01/2008    | Ruhpolding    | Compact-sprint                   | Werd op vraag van de Duitse bond vervangen door Schonach op 5 januari | Werd op vraag van de Duitse bond vervangen door Schonach op 5 januari | Werd op vraag van de Duitse bond vervangen door Schonach op 5 januari |
| 05/01/2008    | Schonach      | Compact-sprint                   | Jason Lamy-Chappuis                                                   | Bill Demong                                                           | Magnus Moan                                                           |
| 06/01/2008    | Schonach      | Individuele Gundersen            | Petter Tande                                                          | Hannu Manninen                                                        | Ronny Ackermann                                                       |
| 12/01/2008    | Val di Fiemme | Individuele Gundersen            | Ronny Ackermann                                                       | Bill Demong                                                           | Sebastian Haseney                                                     |
| 13/01/2008    | Val di Fiemme | Hurricane-sprint                 | Sebastian Haseney                                                     | Jason Lamy-Chappuis                                                   | David Kreiner                                                         |
| 19-20/01/2008 | Klingenthal   | Individuele Gundersen Massastart | Eric Frenzel                                                          | Ronny Ackermann                                                       | Anssi Koivuranta                                                      |
| 20/01/2008    | Klingenthal   | Sprint                           | Ronny Ackermann                                                       | Eric Frenzel                                                          | David Kreiner                                                         |
| 26/01/2008    | Seefeld       | Sprint                           | Christoph Bieler                                                      | Magnus Moan                                                           | Ronny Ackermann                                                       |
| 26-27/01/2008 | Seefeld       | Individuele Gundersen Sprint     | Jason Lamy-Chappuis                                                   | Bernhard Gruber                                                       | Cristoph Bieler                                                       |
| 15/02/2008    | Liberec       | Massastart                       |                                                                       |                                                                       |                                                                       |
| 16/02/2008    | Liberec       | Individuele Gundersen Massastart | Petter Tande                                                          | Anssi Koivuranta                                                      | Ronny Ackermann                                                       |
| 17/02/2008    | Liberec       | Kwalificatie-sprint              |                                                                       |                                                                       |                                                                       |
| 23/02/2008    | Zakopane      | Massastart                       |                                                                       |                                                                       |                                                                       |
| 24/02/2008    | Zakopane      | Sprint                           | Bernhard Gruber                                                       | Tommy Schmid                                                          | Bill Demong                                                           |
| 29/02/2008    | Lahti         | Individuele Gundersen            | Petter Tande                                                          | Eric Frenzel                                                          | Ronny Ackermann                                                       |
| 01/03/2008    | Lahti         | Hurricane-compact-sprint         |                                                                       |                                                                       |                                                                       |
| 08/03/2008    | Oslo          | Individuele Gundersen            | Bernhard Gruber                                                       | Christoph Bieler                                                      | Ronny Ackermann                                                       |
| 09/03/2008    | Oslo          | Compact-sprint                   | Petter Tande                                                          | Mario Stecher                                                         | Bernhard Gruber                                                       |

### Eindstanden
| Algemene wereldbeker        | Algemene wereldbeker | Algemene wereldbeker | Algemene wereldbeker |
| #                           | Atleet               | Land                 | Punten               |
| --------------------------- | -------------------- | -------------------- | -------------------- |
| 1                           | Ronny Ackermann      | GER                  | 1.174                |
| 2                           | Petter Tande         | NOR                  | 978                  |
| 3                           | Bill Demong          | USA                  | 902                  |
| 4                           | Bernhard Gruber      | AUT                  | 894                  |
| 5                           | Jason Lamy-Chappuis  | FRA                  | 776                  |
| 6                           | Christoph Bieler     | AUT                  | 766                  |
| 7                           | Eric Frenzel         | GER                  | 752                  |
| 8                           | Björn Kircheisen     | GER                  | 676                  |
| 9                           | Magnus Moan          | NOR                  | 667                  |
| 10                          | David Kreiner        | AUT                  | 622                  |
| Eindstand na 20 wedstrijden |                      |                      |                      |

| Sprint                      | Sprint              | Sprint | Sprint |
| #                           | Atleet              | Land   | Punten |
| --------------------------- | ------------------- | ------ | ------ |
| 1                           | Ronny Ackermann     | GER    | 508    |
| 2                           | Jason Lamy-Chappuis | FRA    | 504    |
| 3                           | Bernhard Gruber     | AUT    | 497    |
| 4                           | Christoph Bieler    | AUT    | 468    |
| 5                           | Petter Tande        | NOR    | 396    |
| 6                           | Bill Demong         | USA    | 394    |
| 7                           | Magnus Moan         | NOR    | 332    |
| 8                           | Björn Kircheisen    | GER    | 314    |
| 9                           | Eric Frenzel        | NOR    | 312    |
| 10                          | David Kreiner       | AUT    | 304    |
| Eindstand na 10 wedstrijden |                     |        |        |

| Landenklassement            | Landenklassement | Landenklassement |
| #                           | Land             | Punten           |
| --------------------------- | ---------------- | ---------------- |
| 1                           | Duitsland        | 3.138            |
| 2                           | Oostenrijk       | 2.423            |
| 3                           | Noorwegen        | 2.003            |
| 4                           | Finland          | 1.146            |
| 5                           | Verenigde Staten | 1.139            |
| 6                           | Frankrijk        | 905              |
| 7                           | Japan            | 620              |
| 8                           | Zwitserland      | 380              |
| 9                           | Tsjechië         | 187              |
| 10                          | Italië           | 11               |
| 10                          | Rusland          | 11               |
| 12                          | Slovenië         | 5                |
| Eindstand na 20 wedstrijden |                  |                  |